# Ormiscodes albofasciata
Ormiscodes albofasciata is een vlinder uit de familie van de nachtpauwogen (Saturniidae). De wetenschappelijke naam van de soort is voor het eerst geldig gepubliceerd in 1948 door Johnson & Michener.